# Ernest Bevin

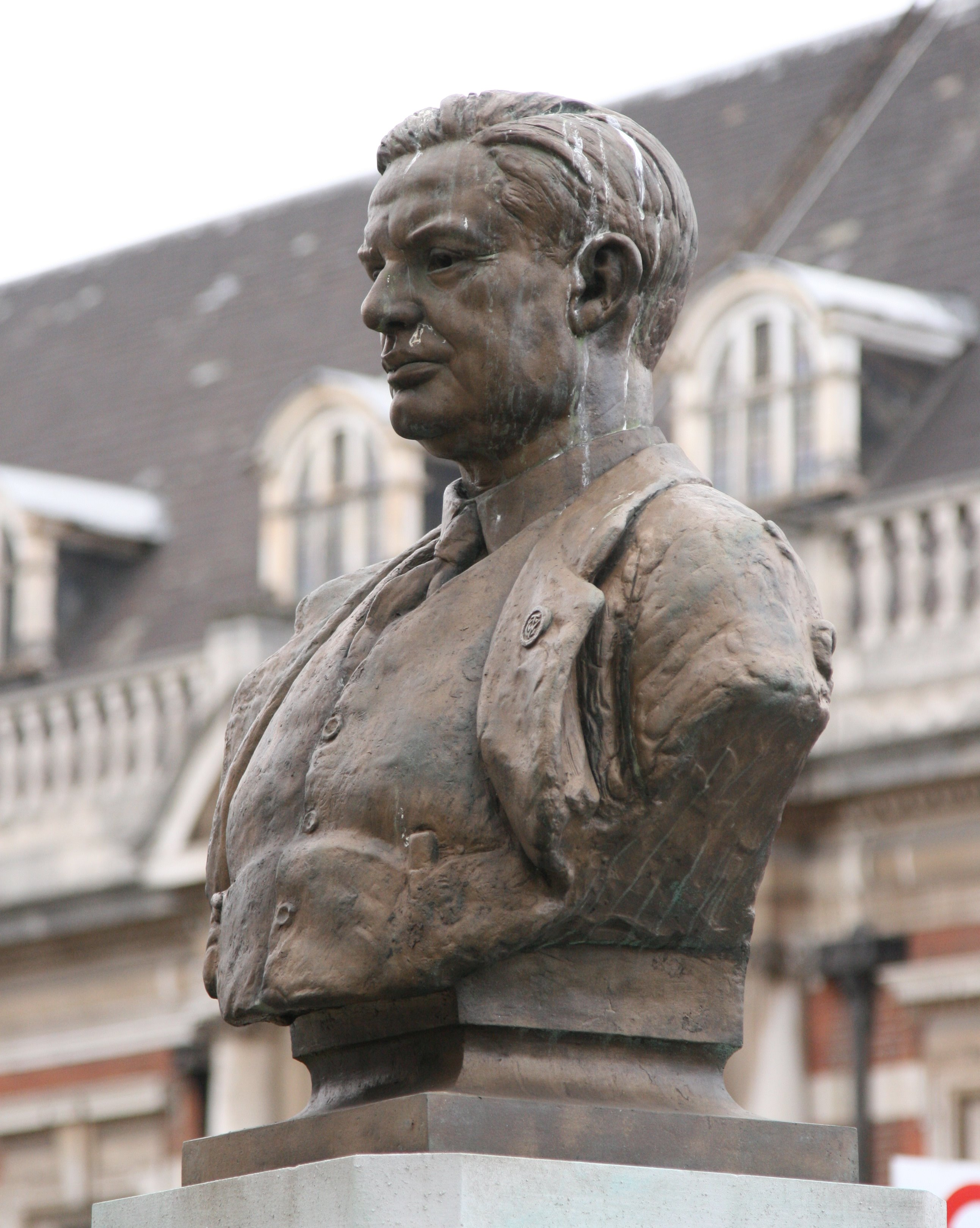
Popiersie Bevina w londyńskiej dzielnicy Southwark

Ernest Bevin (ur. 9 marca 1881 w Winsford w hrabstwie Somerset, zm. 14 kwietnia 1951 w Londynie) – brytyjski polityk, działacz związków zawodowych, członek Partii Pracy, minister w rządach Winstona Churchilla i Clementa Attleego.

## Życiorys
Początkowo kształcił się w szkole w Crediton w hrabstwie Devon, ale opuścił ją w 1890 r., niedługo po śmierci matki. W wieku 11 lat rozpoczął pracę jako kierowca w Bristolu. Tam wstąpił do Bristol Socialist Society. W 1910 r. został sekretarzem bristolskiej gałęzi Dockers’ Union.
12 sierpnia 1920 na konferencji związków zawodowych i Partii Pracy uchwalono rozpoczęcie strajku generalnego, jeśli rząd Wielkiej Brytanii nie zaprzestanie prowadzenia polityki propolskiej. Ernest Bevin kierował Komitetetem Strajkowym.
W 1922 r. był jednym z założyciel Transport and General Workers Union (TGWU), który rychło stał się największym związkiem zawodowym w Wielkiej Brytanii. Bevin został sekretarzem związku (do 1940 r.). W 1937 r. został prezydentem Kongresu Związków Zawodowych. Mimo związków z Partią Pracy, Bevin był przeciwnikiem Ramsaya MacDonalda, a w latach 30. popierał działania zdominowanego przez konserwatystów rządu narodowego. Później popierał lidera laburzystów, Clementa Attleego.
W 1940 r. został wybrany do Izby Gmin w wyborach uzupełniających w okręgu Wandsworth Central. W rządzie wojennym Churchilla otrzymał stanowisko ministra pracy i służby narodowej. Na tym stanowisku pozostał do zakończenia wojny w 1945 r., kiedy to Partia Pracy opuściła wojenną koalicję. Po wygranych przez laburzystów wyborach 1945 r. Bevin otrzymał tekę ministra spraw zagranicznych.
Na stanowisku ministra Bevin zabiegał o pomoc finansową ze strony Stanów Zjednoczonych. Działał również na rzecz utrzymania bliskich relacji z Francją (podpisał anglo-francuski Traktat z Dunkierki). Popierał również proces dekolonizacji brytyjskich posiadłości zamorskich. W 1945 r. poparł niezrealizowaną ostatecznie ideę utworzenia Zgromadzenia Parlamentarnego ONZ. Jako antykomunista popierał politykę Stanów Zjednoczonych w początkowym okresie zimnej wojny. Działał również na rzecz utworzenia NATO.
W 1950 r. zlikwidowano jego okręg wyborczy, więc Bevin przeniósł się do okręgu Woolwich East. Z powodu pogarszającego się stanu zdrowia został w marcu 1951 r. przeniesiony na stanowisko Lorda Tajnej Pieczęci. Zmarł podczas sprawowania urzędu w kwietniu tego roku. Został pochowany w opactwie westministerskim.

## Odznaczenia
- Medal Wolności Króla Chrystiana X (Dania)[3]